# Bethelium bifasciatum
Bethelium bifasciatum är en skalbaggsart som beskrevs av Aurivillius 1917. Bethelium bifasciatum ingår i släktet Bethelium och familjen långhorningar. Inga underarter finns listade.